# NGC 3246
NGC 3246 (również PGC 30684 lub UGC 5661) – galaktyka spiralna z poprzeczką (SBdm), znajdująca się w gwiazdozbiorze Sekstantu. Odkrył ją John Herschel 9 kwietnia 1828 roku.